# Cynortula patellaris
Cynortula patellaris is een hooiwagen uit de familie Cosmetidae.